# NGC 7119
NGC 7119 est une très vaste galaxie spirale barrée relativement éloignée et située dans la constellation de la Grue. Sa vitesse par rapport au fond diffus cosmologique est de 9 463 ± 14 km/s, ce qui correspond à une distance de Hubble de 139,6 ± 9,8 Mpc (∼455 millions d'al). NGC 7119 a été découverte par l'astronome britannique John Herschel en 1834.

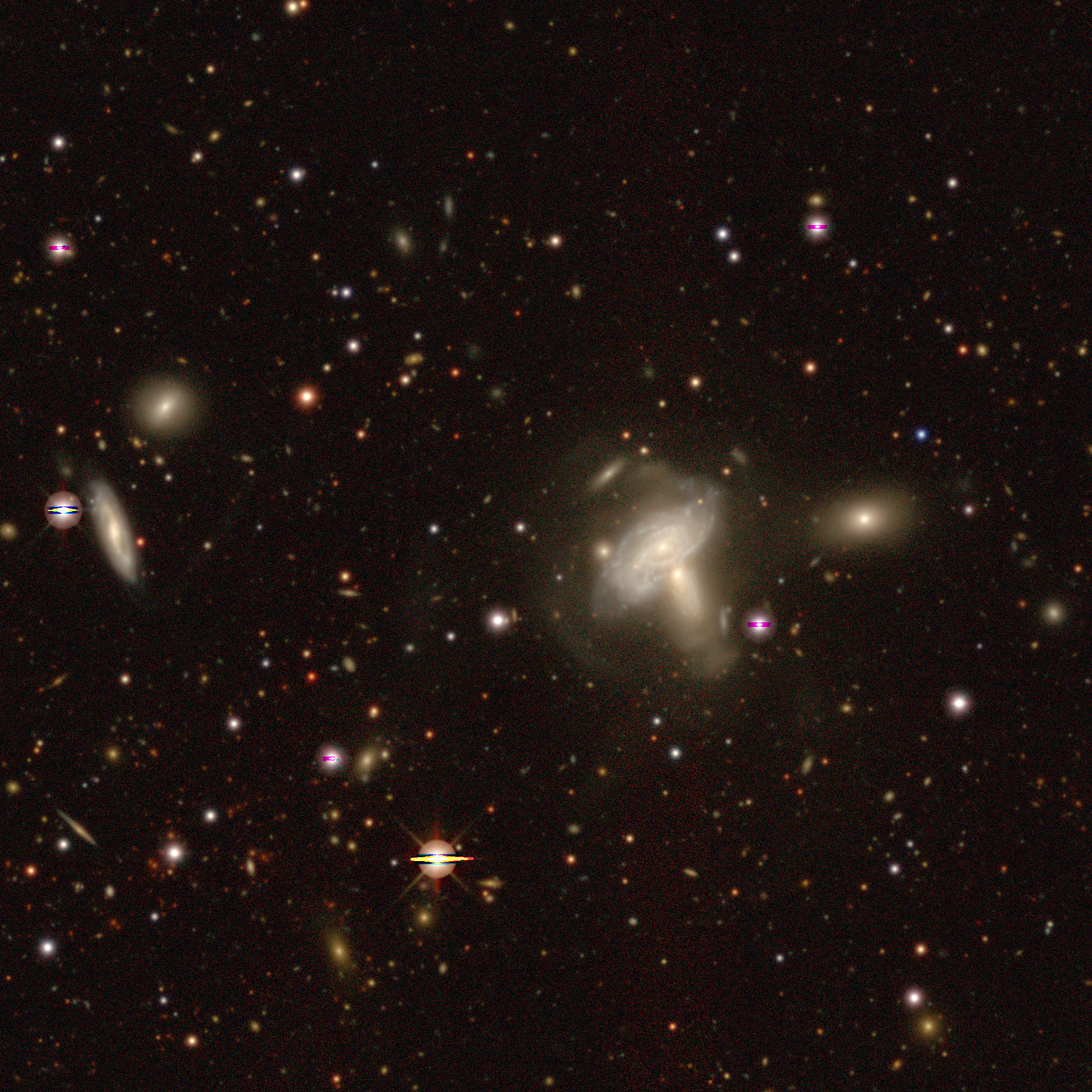
NGC 7119 et PGC 67322. Les autres galaxies de l'image sont, d'est en ouest, LEDA 514120, LEDA 514185 (juste au nord de NGC 7119), LEDA 514275 et LEDA 130745 (Legacy Surveys DR10).

La classe de luminosité de NGC 7119 est II.
Les galaxies NGC 7119 et PGC 67322, aussi désignée comme NGC 7119B par la base de données NASA/IPAC, forment une paire de galaxies,. La distance de Hubble de PGC 67322 est de 138,45 ± 9,74 Mpc (∼452 millions d'al), confirmant ainsi qu'il s'agit bien d'une paire réelle qui sont en interaction gravitationnelle. Il est fort probable que Herschel n'a vu qu'un seul objet.
NGC 7119B est une galaxie spirale (Sc? pec) dont le diamètre est de environ 91,90 kpc (∼300 000 al). Sa classe de luminosité est III.
En raison d'une brillance de surface égale à 11,14 mag/am2, on peut qualifier NGC 7119 de galaxie présentant une brillance de surface élevée.

## Supernova
La supernova SN 2014at a été découverte dans NGC 7119 le 20 avril 2014 par l'astronome amateur néo-zélandais Stu Parker, l'un membres du groupe BOSS (BOSS-Backyard Observatory Supernova Search). Cette supernova était de type Ia et sa magnitude au moment de sa découverte était de 16,3.